# Жолнаї

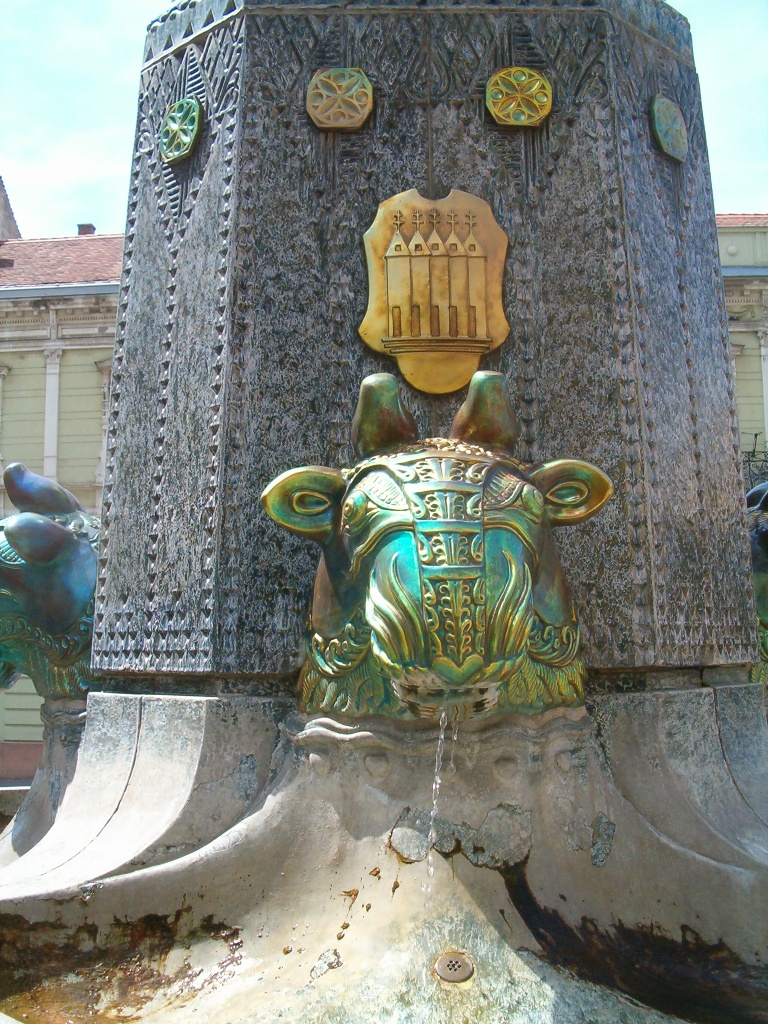
Фонтан Жолнаї вкритий еозиновою глазуррю, Печ

Жолнаї (угор. Zsolnay), або більш офіційно Порцелянова Мануфактура Жолнаї (угор. Zsolnay Porcelánmanufaktúra Zrt) — угорський виробник порцеляни, кахлю та глиняного посуду. Компанія вперше використала процеси глазурування еозином та керамік з пірограніту [уточнити].

## Історія
Фабрику Жолнаї було засновано Міклошем Жолнаї (1800—1880) у Печі, Угорщина, для виготовлення глиняного та іншого посуду та іншої кераміки в 1853. 1863 року його син Вілмос Жолнаї (1828—1900) приєднався до компанії та став її керівником та директором через декілька років. Він привів фабрику до всесвітнього визнання завдяки демонструванню її інновативних продуктів на всесвітніх та міжнародних виставках, включно з Всесвітньою виставкою 1873 року у Відні, а потім Всесвітньою виставкою 1878 року в Парижі, де Жолнаї було здобуто Гран-прі. 1893 року Жолнаї було представлено порцелянові вироби виготовлені з еозину. Таде Сікорський (1852—1940) одружився з дочкою Вілмоса Юлією й став головним дизайнером. 1900 року посаду зайняв син Вільмоса Міклош. Морозостійкі будівельні прикраси Жолнаї використовувались у багатьох будівлях, особливо у часи модерну. 1914 року Жолнаї була найбільшою компанією Австро-Угорщини. Під час Першої світової війни виробництво гончарних виробів та будівельних матеріалів було згорнено, фабрика працювала на військове виробництво, зокрема виготовляла ізолятори. Після Першої світової війни, статки компанії зменшились, що було спричинено сербською окупацією, втратою ринків збуду та труднощами з отриманням сировини. Однак, після депресії умови покращились. Під час Другої світової війни місце виробництва компанії у Будапешті підлягло бомбардуванню. З приходом до влади комуністів, 1948 року фабрику було націоналізовано. У решті решт ім'я Жолнаї було прибрано з назви. Pécsi Porcelángyár (Пецька порцелянова фабрика) використовувалась перш за все для виробництва посуду загального використання. Однак, 1982 року з відновленням ринкової економіки, компанія відновила свою операційну незалежність, підлягла була реорганізована та повернула ім'я Жолнаї. 1991 року Порцелянова мануфактура Жолнаї стала акціонерним товариством і через п'ять років після цього її було викуплено приватними капіталовкладеннями підприємства. У вересні 2008 було укладено договір зі шведською компанією IKEA. Згідно з договором, Жолнаї постачатиме 5000 тонн кераміки на рік починаючи з вересня 2009. Ця угода потроїть продажі Жолнаї від рівня в 1,1 млрд форинтів (4,4 млн євро).
Окрім фабрики, у Пеці також є Музей Жолнаї.

## Еозин

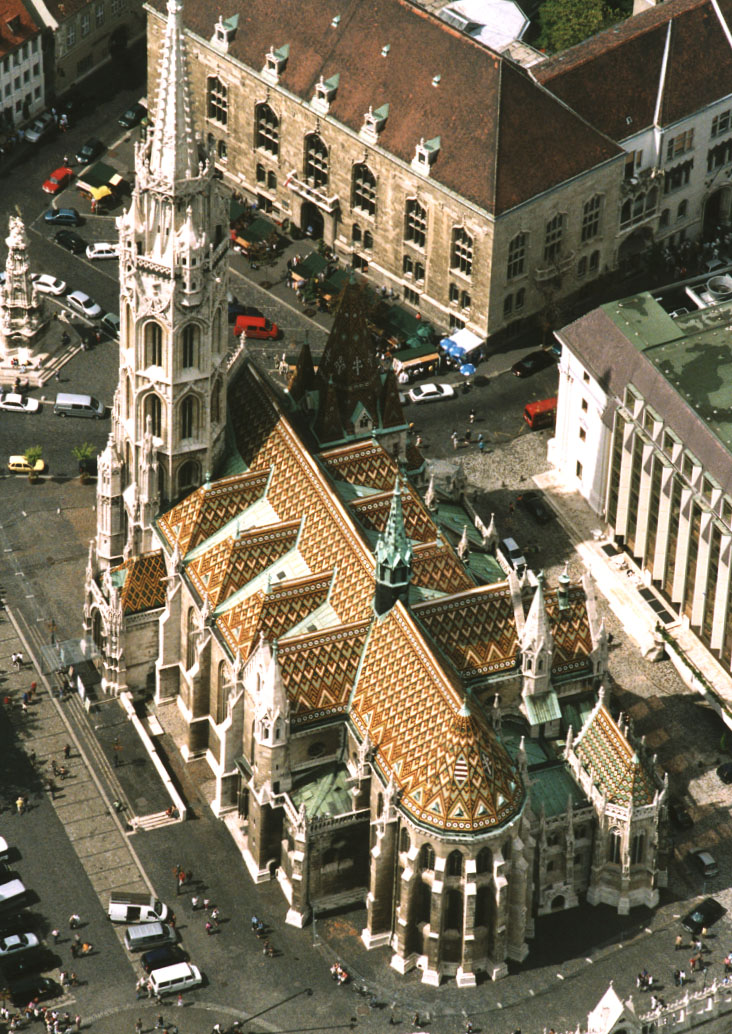
Дах церкви Матьяша, Будапешт

Багато керамічних виробів Жолнаї відмічаються завдяки використанню процесу, що використовує еозин, який було вперше використано в 1893. Результатом процесу є світлочервоної іризації першого приготованого відтінку, звідси термін еозин (від грецького еос, зірниця). З часом було знайдено різні кольори еозину та розроблено інші варіації процесу. Іризація заснована на еозині стала фавориткою митців епохи модерну, серед яких Сандор Апаті Абт, Лайос Мацк, Геза Мікелскій та Йожеф Ріппл-Ронаї.
Секретна еозинова глазур спричиняє до того, що порцеляна виглядає як райдужний метал, що має різні кольори залежно від кута відбування світла. Типовими кольорами є відтінки зеленого, червоного, блакитного та пурпурового.

## Пірограніт

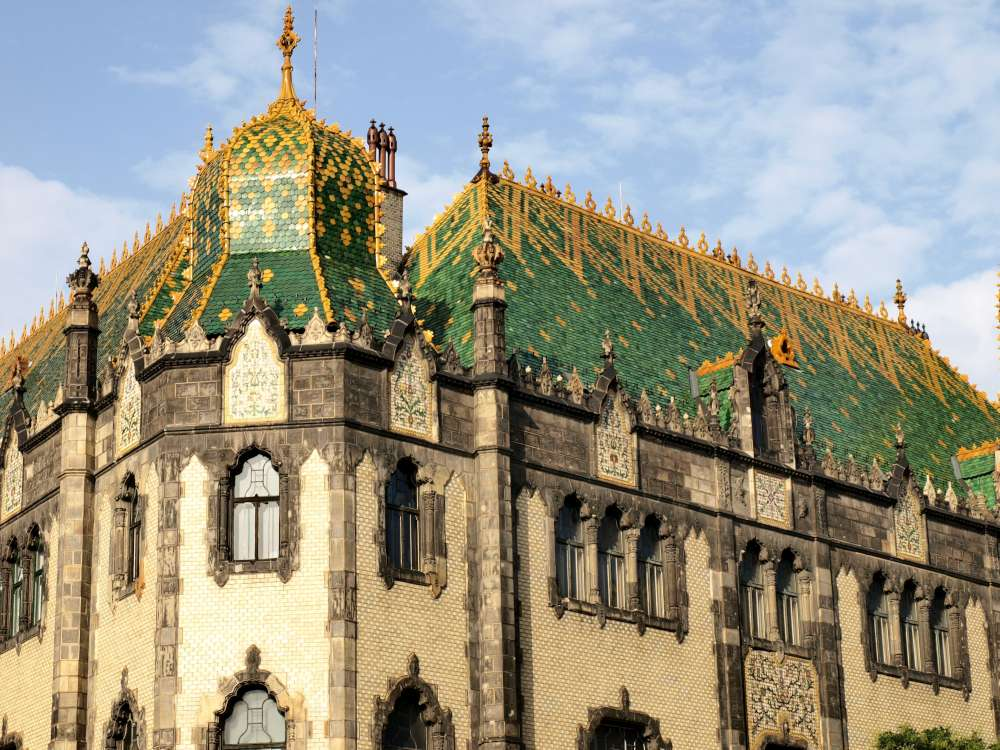
Дах музею Прикладних мистецтв у Будапешті

Під назвою пірограніт мають на увазі тип орнаментальної кераміки, яку було розроблено Жолнаї та пущено в виробництво 1886 року. Обпалений за високих температур цей стійкий матеріал залишається кислото- та морозостійким, що дозволяє використовувати його для виготовлення черепиці, декоративної кераміки як для внутрішнього так і зовнішнього оздоблення, а також камінів. Архітекторами, що використовували цей матеріал у своїх будівлях, є зокрема Міклош Ібл, Едєн Лечнер, Бела Лайта, Саму Пес та Імре Стеїндл. Його можна побачити у будівлях таких як церква Матьяша, будівля угорського парламенту,  музей прикладних мистецтв, геологічний інститут, церква Кєбаня, Геллертські Ванни (усі з будівель розташовані в Будапешті), the Ратуша в Кечкеметі та багато будівель, таких як Поштовий Палац в Пеці.

## Зовнішні посилання
- (угор.)Офіційний сайт [Архівовано 5 березня 2010 у Wayback Machine.]
- (англ.)Zsolnay art tiles [Архівовано 4 березня 2016 у Wayback Machine.]
- (англ.)Zsolnay.com [Архівовано 14 червня 2006 у Wayback Machine.]
- (англ.)Zsolnay Porcelain Factory Architecture [Архівовано 3 жовтня 2015 у Wayback Machine.]
- (англ.)Zsolnay Museum [Архівовано 4 березня 2016 у Wayback Machine.]
- (англ.)Golden Age of Zsolnay [Архівовано 9 квітня 2016 у Wayback Machine.]
- (англ.)Pécs Zsolnay Cultural Complex at funiq.hu [Архівовано 27 березня 2016 у Wayback Machine.]